# Campionato di pallacanestro NCAA Division I
Il campionato di pallacanestro NCAA Division I rappresenta il massimo livello del basket collegiale degli Stati Uniti d'America.

## Struttura del campionato
Le squadre che partecipano alla Division I sono più di 300 e sono raggruppate in 32 Conference (leghe formate da un numero variabile di squadre, di solito da 8 a 16). Le Conference non vengono stabilite dalla NCAA ma sono leghe indipendenti formate con accordi e contratti fra le singole università; una di esse, la Big Ten Conference nacque nel 1896.
Nel 1939 è stato istituito il Torneo NCAA, che si disputa annualmente tramite la formula a tabellone tennistico ad eliminazione diretta e partite in campo neutro, e prevede l'assegnazione del titolo di campione NCAA. Il numero delle squadre invitate a farvi parte è cresciuto negli anni: oltre alle 32 vincitrici delle rispettive conference, vi sono squadre invitate in base ai meriti sportivi conseguiti durante il campionato.
La scelta degli inviti viene fatta da un apposito comitato nel cosiddetto "Selection Sunday" (domenica delle selezioni) in cui vengono stabilite anche le teste di serie. Solitamente le sei cosiddette major conferences (Big East Conference, Big Twelve, Big Ten, ACC, SEC, PAC-12) hanno un numero di squadre invitate variabile dalle tre alle sei a testa. Il Torneo NCAA si svolge durante tre weekend a cavallo fra marzo e aprile (la cosiddetta "March Madness", in italiano: "Follia di Marzo"); le squadre che superano il primo weekend sono denominate "Sweet Sixteen", quelle che giungono ai quarti di finale sono le "Elite Eight". Il weekend finale è dedicato alle Final Four.

### Conference
Elenco delle Conference:
- America East Conference
- American Athletic Conference
- Atlantic 10 Conference
- Atlantic Coast Conference
- Atlantic Sun Conference
- Big 12 Conference
- Big East Conference
- Big Sky Conference
- Big South Conference
- Big Ten Conference
- Big West Conference
- Colonial Athletic Association
- Conference USA
- Horizon League
- Ivy League
- Metro Atlantic Athletic Conference

- Mid-American Conference
- Mid-Eastern Athletic Conference
- Missouri Valley Conference
- Mountain West Conference
- Northeast Conference
- Ohio Valley Conference
- Pac-12 Conference
- Patriot League
- Southeastern Conference
- Southern Conference
- Southland Conference
- Southwestern Athletic Conference
- The Summit League
- Sun Belt Conference
- West Coast Conference
- Western Athletic Conference

## Albo d'oro
| Edizione | Campione                                                                     | Campione                                                                     | Finalista                                                                    | Finalista                                                                    | Impianto                                                                     | Città                                                                        |
| -------- | ---------------------------------------------------------------------------- | ---------------------------------------------------------------------------- | ---------------------------------------------------------------------------- | ---------------------------------------------------------------------------- | ---------------------------------------------------------------------------- | ---------------------------------------------------------------------------- |
| 1939     | Oregon Ducks                                                                 | 46                                                                           | Ohio State Buckeyes                                                          | 33                                                                           | Patten Gymnasium                                                             | Evanston                                                                     |
| 1940     | Indiana Hoosiers                                                             | 60                                                                           | Kansas Jayhawks                                                              | 42                                                                           | Municipal Auditorium                                                         | Kansas City                                                                  |
| 1941     | Wisconsin Badgers                                                            | 39                                                                           | Wash. St. Cougars                                                            | 34                                                                           | Municipal Auditorium                                                         | Kansas City (2)                                                              |
| 1942     | Stanford Cardinal                                                            | 53                                                                           | Dartmouth B. Green                                                           | 38                                                                           | Municipal Auditorium                                                         | Kansas City (3)                                                              |
| 1943     | Wyoming Cowboys                                                              | 46                                                                           | Georgetown Hoyas                                                             | 34                                                                           | Madison Square Garden                                                        | New York                                                                     |
| 1944     | Utah Utes                                                                    | 42                                                                           | Dartmouth B. Green                                                           | 40                                                                           | Madison Square Garden                                                        | New York (2)                                                                 |
| 1945     | Okl. A&M Aggies                                                              | 49                                                                           | NYU Violets                                                                  | 45                                                                           | Madison Square Garden                                                        | New York (3)                                                                 |
| 1946     | Okl. A&M Aggies (2)                                                          | 43                                                                           | N. Carol. Tar Heels                                                          | 40                                                                           | Madison Square Garden                                                        | New York (4)                                                                 |
| 1947     | H. Cross Crusaders                                                           | 58                                                                           | Oklahoma Sooners                                                             | 47                                                                           | Madison Square Garden                                                        | New York (5)                                                                 |
| 1948     | Kentucky Wildcats                                                            | 58                                                                           | Baylor Bears                                                                 | 42                                                                           | Madison Square Garden                                                        | New York (6)                                                                 |
| 1949     | Kentucky Wildcats (2)                                                        | 46                                                                           | Okl. A&M Aggies                                                              | 36                                                                           | Hec Edmundson Pavilion                                                       | Seattle                                                                      |
| 1950     | CCNY Beavers                                                                 | 71                                                                           | Bradley Braves                                                               | 68                                                                           | Madison Square Garden                                                        | New York (7)                                                                 |
| 1951     | Kentucky Wildcats (3)                                                        | 68                                                                           | KSU Wildcats                                                                 | 58                                                                           | Williams Arena                                                               | Minneapolis                                                                  |
| 1952     | Kansas Jayhawks                                                              | 80                                                                           | St. John's R. Storm                                                          | 63                                                                           | Hec Edmundson Pavilion                                                       | Seattle (2)                                                                  |
| 1953     | Indiana Hoosiers (2)                                                         | 69                                                                           | Kansas Jayhawks                                                              | 68                                                                           | Municipal Auditorium                                                         | Kansas City (4)                                                              |
| 1954     | La Salle Explorers                                                           | 92                                                                           | Bradley Braves                                                               | 76                                                                           | Municipal Auditorium                                                         | Kansas City (5)                                                              |
| 1955     | S. Francisco Dons                                                            | 76                                                                           | La Salle Explorers                                                           | 73                                                                           | Municipal Auditorium                                                         | Kansas City (6)                                                              |
| 1956     | S. Francisco Dons (2)                                                        | 83                                                                           | Iowa Hawkeyes                                                                | 71                                                                           | Welsh-Ryan Arena                                                             | Evanston (2)                                                                 |
| 1957     | N. Carol. Tar Heels                                                          | 54                                                                           | Kansas Jayhawks                                                              | 53                                                                           | Municipal Auditorium                                                         | Kansas City (7)                                                              |
| 1958     | Kentucky Wildcats (4)                                                        | 84                                                                           | Seattle Redhawks                                                             | 72                                                                           | Freedom Hall                                                                 | Louisville                                                                   |
| 1959     | Calif. G. Bears                                                              | 71                                                                           | WV Mountaineers                                                              | 70                                                                           | Freedom Hall                                                                 | Louisville (2)                                                               |
| 1960     | Ohio State Buckeyes                                                          | 75                                                                           | Calif. G. Bears                                                              | 55                                                                           | Cow Palace                                                                   | San Francisco                                                                |
| 1961     | Cincinnati Bearcats                                                          | 70                                                                           | Ohio State Buckeyes                                                          | 65                                                                           | Municipal Auditorium                                                         | Kansas City (8)                                                              |
| 1962     | Cincinnati Bearcats (2)                                                      | 71                                                                           | Ohio State Buckeyes                                                          | 59                                                                           | Freedom Hall                                                                 | Louisville (3)                                                               |
| 1963     | Loyola Ramblers                                                              | 60                                                                           | Cincinnati Bearcats                                                          | 58                                                                           | Freedom Hall                                                                 | Louisville (4)                                                               |
| 1964     | UCLA Bruins                                                                  | 98                                                                           | Duke Blue Devils                                                             | 83                                                                           | Municipal Auditorium                                                         | Kansas City (9)                                                              |
| 1965     | UCLA Bruins (2)                                                              | 91                                                                           | Michigan Wolverines                                                          | 80                                                                           | Memorial Coliseum                                                            | Portland                                                                     |
| 1966     | Texas Western Miners                                                         | 72                                                                           | Kentucky Wildcats                                                            | 65                                                                           | Cole Field House                                                             | College Park                                                                 |
| 1967     | UCLA Bruins (3)                                                              | 79                                                                           | Dayton Flyers                                                                | 64                                                                           | Freedom Hall                                                                 | Louisville (5)                                                               |
| 1968     | UCLA Bruins (4)                                                              | 78                                                                           | N. Carol. Tar Heels                                                          | 55                                                                           | Los Angeles Memorial Sports Arena                                            | Los Angeles                                                                  |
| 1969     | UCLA Bruins (5)                                                              | 92                                                                           | Purdue Boilermakers                                                          | 72                                                                           | Freedom Hall                                                                 | Louisville (6)                                                               |
| 1970     | UCLA Bruins (6)                                                              | 80                                                                           | Jacksonv. Dolphins                                                           | 69                                                                           | Cole Field House                                                             | College Park (2)                                                             |
| 1971     | UCLA Bruins (7)                                                              | 68                                                                           | Villanova Wildcats                                                           | 62                                                                           | Astrodome                                                                    | Houston                                                                      |
| 1972     | UCLA Bruins (8)                                                              | 81                                                                           | Fl. State Seminoles                                                          | 76                                                                           | Los Angeles Memorial Sports Arena                                            | Los Angeles (2)                                                              |
| 1973     | UCLA Bruins (9)                                                              | 87                                                                           | Memphis Tigers                                                               | 66                                                                           | St. Louis Arena                                                              | Saint Louis                                                                  |
| 1974     | NCSU Wolfpack                                                                | 76                                                                           | Marquette G. Eagles                                                          | 64                                                                           | Greensboro Coliseum                                                          | Greensboro                                                                   |
| 1975     | UCLA Bruins (10)                                                             | 92                                                                           | Kentucky Wildcats                                                            | 85                                                                           | San Diego Sports Arena                                                       | San Diego                                                                    |
| 1976     | Indiana Hoosiers (3)                                                         | 86                                                                           | Michigan Wolverines                                                          | 68                                                                           | Spectrum                                                                     | Filadelfia                                                                   |
| 1977     | Marquette G. Eagles                                                          | 67                                                                           | N. Carol. Tar Heels                                                          | 59                                                                           | Omni Coliseum                                                                | Atlanta                                                                      |
| 1978     | Kentucky Wildcats (5)                                                        | 94                                                                           | Duke Blue Devils                                                             | 88                                                                           | The Checkerdome                                                              | Saint Louis (2)                                                              |
| 1979     | MSU Spartans                                                                 | 75                                                                           | Ind. St. Sycamores                                                           | 64                                                                           | Jon M. Huntsman Center                                                       | Salt Lake City                                                               |
| 1980     | Louisville Cardinals                                                         | 59                                                                           | UCLA Bruins                                                                  | 54                                                                           | Market Square Arena                                                          | Indianapolis                                                                 |
| 1981     | Indiana Hoosiers (4)                                                         | 63                                                                           | N. Carol. Tar Heels                                                          | 50                                                                           | The Spectrum                                                                 | Filadelfia (2)                                                               |
| 1982     | N. Carol. Tar Heels (2)                                                      | 63                                                                           | Georgetown Hoyas                                                             | 62                                                                           | Louisiana Superdome                                                          | New Orleans                                                                  |
| 1983     | NCSU Wolfpack (2)                                                            | 54                                                                           | Houston Cougars                                                              | 52                                                                           | University Arena                                                             | Albuquerque                                                                  |
| 1984     | Georgetown Hoyas                                                             | 84                                                                           | Houston Cougars                                                              | 75                                                                           | The Kingdome                                                                 | Seattle (3)                                                                  |
| 1985     | Villanova Wildcats                                                           | 66                                                                           | Georgetown Hoyas                                                             | 64                                                                           | Rupp Arena                                                                   | Lexington                                                                    |
| 1986     | Louisville Cardinals (2)                                                     | 72                                                                           | Duke Blue Devils                                                             | 69                                                                           | Reunion Arena                                                                | Dallas                                                                       |
| 1987     | Indiana Hoosiers (5)                                                         | 74                                                                           | Syracuse Orange                                                              | 73                                                                           | Louisiana Superdome                                                          | New Orleans (2)                                                              |
| 1988     | Kansas Jayhawks (2)                                                          | 83                                                                           | Oklahoma Sooners                                                             | 79                                                                           | Kemper Arena                                                                 | Kansas City (10)                                                             |
| 1989     | Michigan Wolverines                                                          | 80                                                                           | Seton Hall Pirates                                                           | 79                                                                           | The Kingdome                                                                 | Seattle (4)                                                                  |
| 1990     | UNLV R. Rebels                                                               | 103                                                                          | Duke Blue Devils                                                             | 73                                                                           | McNichols Sports Arena                                                       | Denver (Colorado)                                                            |
| 1991     | Duke Blue Devils                                                             | 72                                                                           | Kansas Jayhawks                                                              | 65                                                                           | Hoosier Dome                                                                 | Indianapolis (2)                                                             |
| 1992     | Duke Blue Devils (2)                                                         | 71                                                                           | Michigan Wolverines                                                          | 51                                                                           | Metrodome                                                                    | Minneapolis (2)                                                              |
| 1993     | N. Carol. Tar Heels (3)                                                      | 77                                                                           | Michigan Wolverines                                                          | 71                                                                           | Louisiana Superdome                                                          | New Orleans (3)                                                              |
| 1994     | Ark. Razorbacks                                                              | 76                                                                           | Duke Blue Devils                                                             | 72                                                                           | Charlotte Coliseum                                                           | Charlotte                                                                    |
| 1995     | UCLA Bruins (11)                                                             | 89                                                                           | Ark. Razorbacks                                                              | 78                                                                           | The Kingdome                                                                 | Seattle (5)                                                                  |
| 1996     | Kentucky Wildcats (6)                                                        | 76                                                                           | Syracuse Orange                                                              | 67                                                                           | Continental Airlines Arena                                                   | East Rutherford                                                              |
| 1997     | Arizona Wildcats                                                             | 84                                                                           | Kentucky Wildcats                                                            | 79                                                                           | RCA Dome                                                                     | Indianapolis (3)                                                             |
| 1998     | Kentucky Wildcats (7)                                                        | 78                                                                           | Utah Utes                                                                    | 69                                                                           | Alamodome                                                                    | San Antonio                                                                  |
| 1999     | UConn Huskies                                                                | 77                                                                           | Duke Blue Devils                                                             | 74                                                                           | Tropicana Field                                                              | Saint Petersburg                                                             |
| 2000     | MSU Spartans (2)                                                             | 89                                                                           | Florida Gators                                                               | 76                                                                           | RCA Dome                                                                     | Indianapolis (4)                                                             |
| 2001     | Duke Blue Devils (3)                                                         | 82                                                                           | Arizona Wildcats                                                             | 72                                                                           | Metrodome                                                                    | Minneapolis (3)                                                              |
| 2002     | Maryland Terrapins                                                           | 64                                                                           | Indiana Hoosiers                                                             | 52                                                                           | Georgia Dome                                                                 | Atlanta (2)                                                                  |
| 2003     | Syracuse Orange                                                              | 81                                                                           | Kansas Jayhawks                                                              | 78                                                                           | Louisiana Superdome                                                          | New Orleans (4)                                                              |
| 2004     | UConn Huskies (2)                                                            | 82                                                                           | Georgia T. Yel. Jack.                                                        | 73                                                                           | Alamodome                                                                    | San Antonio (2)                                                              |
| 2005     | N. Carol. Tar Heels (4)                                                      | 75                                                                           | Illinois Fighting Illini                                                     | 70                                                                           | Edward Jones Dome                                                            | Saint Louis (3)                                                              |
| 2006     | Florida Gators                                                               | 73                                                                           | UCLA Bruins                                                                  | 57                                                                           | RCA Dome                                                                     | Indianapolis (5)                                                             |
| 2007     | Florida Gators (2)                                                           | 84                                                                           | Ohio State Buckeyes                                                          | 75                                                                           | Georgia Dome                                                                 | Atlanta (3)                                                                  |
| 2008     | Kansas Jayhawks (3)                                                          | 75                                                                           | Memphis Tigers                                                               | 68                                                                           | Alamodome                                                                    | San Antonio (3)                                                              |
| 2009     | N. Carol. Tar Heels (5)                                                      | 89                                                                           | MSU Spartans                                                                 | 72                                                                           | Ford Field                                                                   | Detroit                                                                      |
| 2010     | Duke Blue Devils (4)                                                         | 61                                                                           | Butler Bulldogs                                                              | 59                                                                           | Lucas Oil Stadium                                                            | Indianapolis (6)                                                             |
| 2011     | UConn Huskies (3)                                                            | 53                                                                           | Butler Bulldogs                                                              | 41                                                                           | Reliant Stadium                                                              | Houston (2)                                                                  |
| 2012     | Kentucky Wildcats (8)                                                        | 67                                                                           | Kansas Jayhawks                                                              | 59                                                                           | Louisiana Superdome                                                          | New Orleans (5)                                                              |
| 2013     | Louisville Cardinals (3)                                                     | 82                                                                           | Michigan Wolverines                                                          | 76                                                                           | Georgia Dome                                                                 | Atlanta (4)                                                                  |
| 2014     | UConn Huskies (4)                                                            | 60                                                                           | Kentucky Wildcats                                                            | 54                                                                           | AT&T Stadium                                                                 | Arlington                                                                    |
| 2015     | Duke Blue Devils (5)                                                         | 68                                                                           | Wisconsin Badgers                                                            | 63                                                                           | Lucas Oil Stadium                                                            | Indianapolis (7)                                                             |
| 2016     | Villanova Wildcats (2)                                                       | 77                                                                           | N. Carol. Tar Heels                                                          | 74                                                                           | Reliant Stadium                                                              | Houston (3)                                                                  |
| 2017     | N. Carol. Tar Heels (6)                                                      | 71                                                                           | Gonzaga Bulldogs                                                             | 65                                                                           | University of Phoenix Stadium                                                | Glendale                                                                     |
| 2018     | Villanova Wildcats (3)                                                       | 79                                                                           | Michigan Wolverines                                                          | 62                                                                           | Alamodome                                                                    | San Antonio (4)                                                              |
| 2019     | Virginia Cavaliers                                                           | 85                                                                           | TTU Red Raiders                                                              | 77                                                                           | U.S. Bank Stadium                                                            | Minneapolis (4)                                                              |
| 2020     | Non disputato a causa della Pandemia di COVID-19 negli Stati Uniti d'America | Non disputato a causa della Pandemia di COVID-19 negli Stati Uniti d'America | Non disputato a causa della Pandemia di COVID-19 negli Stati Uniti d'America | Non disputato a causa della Pandemia di COVID-19 negli Stati Uniti d'America | Non disputato a causa della Pandemia di COVID-19 negli Stati Uniti d'America | Non disputato a causa della Pandemia di COVID-19 negli Stati Uniti d'America |
| 2021     | Baylor Bears                                                                 | 86                                                                           | Gonzaga Bulldogs                                                             | 70                                                                           | Lucas Oil Stadium                                                            | Indianapolis (8)                                                             |
| 2022     | Kansas Jayhawks (4)                                                          | 72                                                                           | N. Carol. Tar Heels                                                          | 69                                                                           | Caesars Superdome                                                            | New Orleans (6)                                                              |
| 2023     | UConn Huskies (5)                                                            | 76                                                                           | SDSU Aztecs                                                                  | 59                                                                           | NRG Stadium                                                                  | Houston (4)                                                                  |
| 2024     | UConn Huskies (6)                                                            | 75                                                                           | Purdue Boilermakers                                                          | 60                                                                           | State Farm Stadium                                                           | Glendale (2)                                                                 |
| 2025     | Florida Gators (3)                                                           | 65                                                                           | Houston Cougars                                                              | 63                                                                           | Alamodome                                                                    | San Antonio (5)                                                              |

## Vittorie per università
| Club                                                  | Vittorie | Anno                                                             |
| ----------------------------------------------------- | -------- | ---------------------------------------------------------------- |
| UCLA Bruins                                           | 11       | 1964, 1965, 1967, 1968, 1969, 1970, 1971, 1972, 1973, 1975, 1995 |
| Kentucky Wildcats                                     | 8        | 1948, 1949, 1951, 1958, 1978, 1996, 1998, 2012                   |
| N. Carol. Tar Heels                                   | 6        | 1957, 1982, 1993, 2005, 2009, 2017                               |
| UConn Huskies                                         | 6        | 1999, 2004, 2011, 2014, 2023, 2024                               |
| Duke Blue Devils                                      | 5        | 1991, 1992, 2001, 2010, 2015                                     |
| Indiana Hoosiers                                      | 5        | 1940, 1953, 1976, 1981, 1987                                     |
| Kansas Jayhawks                                       | 4        | 1952, 1988, 2008, 2022                                           |
| Villanova Wildcats                                    | 3        | 1985, 2016, 2018                                                 |
| Louisville Cardinals                                  | 3        | 1980, 1986, 2013                                                 |
| Florida Gators                                        | 3        | 2006, 2007, 2025                                                 |
| MSU Spartans                                          | 2        | 1979, 2000                                                       |
| NCSU Wolfpack                                         | 2        | 1974, 1983                                                       |
| Cincinnati Bearcats                                   | 2        | 1961, 1962                                                       |
| S. Francisco Dons                                     | 2        | 1955, 1956                                                       |
| OSU Cowboys (già conosciuti come Oklahoma A&M Aggies) | 2        | 1945, 1946                                                       |
| Baylor Bears                                          | 1        | 2021                                                             |
| Virginia Cavaliers                                    | 1        | 2019                                                             |
| Syracuse Orange                                       | 1        | 2003                                                             |
| Maryland Terrapins                                    | 1        | 2002                                                             |
| Arizona Wildcats                                      | 1        | 1997                                                             |
| Ark. Razorbacks                                       | 1        | 1994                                                             |
| UNLV R. Rebels                                        | 1        | 1990                                                             |
| Michigan Wolverines                                   | 1        | 1989                                                             |
| Georgetown Hoyas                                      | 1        | 1984                                                             |
| Marquette G. Eagles                                   | 1        | 1977                                                             |
| UTEP Miners                                           | 1        | 1966                                                             |
| Loyola Ramblers                                       | 1        | 1963                                                             |
| Ohio State Buckeyes                                   | 1        | 1960                                                             |
| Calif. G. Bears                                       | 1        | 1959                                                             |
| La Salle Explorers                                    | 1        | 1954                                                             |
| CCNY Beavers                                          | 1        | 1950                                                             |
| H. Cross Crusaders                                    | 1        | 1947                                                             |
| Utah Utes                                             | 1        | 1944                                                             |
| Wyoming Cowboys                                       | 1        | 1943                                                             |
| Stanford Cardinal                                     | 1        | 1942                                                             |
| Wisconsin Badgers                                     | 1        | 1941                                                             |
| Oregon Ducks                                          | 1        | 1939                                                             |